# Comuna Pereliub, Koriukivka
Pereliub (în ucraineană Перелюб) este o comună în raionul Koriukivka, regiunea Cernihiv, Ucraina, formată din satele Baleasî și Pereliub (reședința).

## Demografie
Componența lingvistică a comunei Pereliub
     Ucraineană (99,14%)
     Alte limbi (0,86%)
Conform recensământului din 2001, majoritatea populației comunei Pereliub era vorbitoare de ucraineană (99,14%), existând în minoritate și vorbitori de alte limbi.